# Gran Premio di Spagna 1998
Il Gran Premio di Spagna 1998 fu il quinto appuntamento della stagione di Formula 1 1998.
Disputatosi il 10 maggio sul Circuito di Catalogna, ha visto la vittoria di Mika Häkkinen su McLaren, seguito da David Coulthard e da Michael Schumacher.

## Vigilia
La FIA abolisce i cosiddetti "wings towers" o candelabri, appendici aerodinamiche montate sulle pance delle vetture, con cui  anche la Ferrari aveva corso ad Imola.
La Ford porta il nuovo motore evoluzione P4, montato sulla Stewart di Barrichello.

## Qualifiche
In un circuito dove la McLaren MP4/13 hanno provato tutto l'inverno, i distacchi fra le frecce d'argento e le altre vetture aumentano notevolmente. Häkkinen conquista la pole position davanti a Coulthard ed è più veloce di un secondo e mezzo di Schumacher, terzo; seguono le due Benetton di Fisichella e Wurz, competitive grazie alle gomme Bridgestone che piazzano anche Barrichello in nona posizione. La seconda Ferrari di Irvine è sesta davanti a Herbert e Hill. Non si qualifica invece Rosset, lentissimo sulla Tyrrell.

### Classifica
| Pos                         | No | Pilota                | Costruttore           | Tempo    | Distacco |
| --------------------------- | -- | --------------------- | --------------------- | -------- | -------- |
| 1                           | 8  | Mika Häkkinen         | McLaren - Mercedes    | 1:20.262 |          |
| 2                           | 7  | David Coulthard       | McLaren - Mercedes    | 1:20.996 | +0.734   |
| 3                           | 3  | Michael Schumacher    | Ferrari               | 1:21.785 | +1.523   |
| 4                           | 5  | Giancarlo Fisichella  | Benetton - Playlife   | 1:21.894 | +1.632   |
| 5                           | 6  | Alexander Wurz        | Benetton - Playlife   | 1:21.965 | +1.703   |
| 6                           | 4  | Eddie Irvine          | Ferrari               | 1:22.350 | +2.088   |
| 7                           | 15 | Johnny Herbert        | Sauber - Petronas     | 1:22.794 | +2.532   |
| 8                           | 9  | Damon Hill            | Jordan - Mugen-Honda  | 1:22.835 | +2.573   |
| 9                           | 18 | Rubens Barrichello    | Stewart - Ford        | 1:22.860 | +2.598   |
| 10                          | 1  | Jacques Villeneuve    | Williams - Mecachrome | 1:22.885 | +2.623   |
| 11                          | 10 | Ralf Schumacher       | Jordan - Mugen-Honda  | 1:22.927 | +2.665   |
| 12                          | 11 | Olivier Panis         | Prost - Peugeot       | 1:22.963 | +2.701   |
| 13                          | 2  | Heinz-Harald Frentzen | Williams - Mecachrome | 1:23.197 | +2.935   |
| 14                          | 14 | Jean Alesi            | Sauber - Petronas     | 1:23.327 | +3.065   |
| 15                          | 16 | Pedro Diniz           | Arrows                | 1:23.704 | +3.442   |
| 16                          | 12 | Jarno Trulli          | Prost - Peugeot       | 1:23.748 | +3.486   |
| 17                          | 17 | Mika Salo             | Arrows                | 1:23.887 | +3.625   |
| 18                          | 19 | Jan Magnussen         | Stewart - Ford        | 1:24.112 | +3.850   |
| 19                          | 23 | Esteban Tuero         | Minardi - Ford        | 1:24.265 | +4.003   |
| 20                          | 22 | Shinji Nakano         | Minardi - Ford        | 1:24.538 | +4.276   |
| 21                          | 21 | Toranosuke Takagi     | Tyrrell - Ford        | 1:24.722 | +4.460   |
| Tempo limite 107%: 1:25,880 |    |                       |                       |          |          |
| NQ                          | 20 | Ricardo Rosset        | Tyrrell - Ford        | 1:25.946 | +5.684   |

## Gara
Al via partono bene le McLaren, con Häkkinen che mantiene la prima posizione davanti a Coulthard; scatta male invece Schumacher, che si fa infilare da Irvine e Fisichella. Dopo poche curve Frentzen e Alesi si agganciano e finiscono in testacoda perdendo molte posizioni. Le McLaren distaccano immediatamente gli avversari, tenendo un ritmo insostenibile per tutti; Irvine è terzo e precede Fisichella, Schumacher, Wurz, Barrichello e Villeneuve. Mentre Alesi in fondo al gruppo sorpassa le due Minardi, si apre la prima serie di pit stop. Nel corso del 22º giro esplodono contemporaneamente i motori delle due Arrows; i piloti della scuderia inglese, che proseguivano in fila, danno 
vita ad un ritiro coreografico fra fumo e scintille e parcheggiano le loro vetture alla fine della corsia dei box.
La gara procede piuttosto linearmente, senza sorpassi in pista; l'unico lo compie Michael Schumacher ai box, sfruttando un rifornimento molto rapido per passare davanti a Irvine e Fisichella. Al 29º passaggio, Fisichella prova a sorpassare Irvine all'esterno del rettilineo dei box; quando cerca di chiudere la traiettoria, finisce però per agganciarsi con la Ferrari e i due finiscono nella sabbia. Dopo questo doppio ritiro dietro alle imprendibili McLaren si trovano Schumacher, Wurz, Barrichello, Villeneuve, Herbert, Hill e Panis. Al 36º giro, colpo di scena: a Michael Schumacher e a Tuero viene inflitto uno stop and go per velocità eccessiva ai box. Schumacher lo effettua al 40º giro e rientra dietro a Wurz.
Il pilota austriaco rifornisce al 46º giro; si decide in questo momento la gara per il terzo posto. Schumacher spinge al massimo e dopo il suo rifornimento rientra in pista davanti al rivale, riportandosi così in terza posizione. Intanto si ritira Hill con il motore rotto. Il dominio McLaren continua: le frecce d'argento doppiano anche il campione del mondo in carica Jacques Villeneuve. A pochi giri dal termine si verifica l'ennesimo ritiro per Panis. A due tornate dalla conclusione si scatena Frentzen: approfittando della lotta in corso tra i due, supera contemporaneamente alla staccata della prima curva Alesi e Ralf Schumacher, sopravanzando poi nel corso dell'ultimo giro anche Trulli e conquistando l'ottavo posto finale.
Häkkinen e Coulthard concludono nell'ordine, conquistando la terza doppietta stagionale per la McLaren; seguono Michael Schumacher, Wurz, Barrichello (che porta i primi punti alla Stewart) e Villeneuve.

### Classifica
| Pos      | N  | Pilota                | Costruttore/Motore    | Giri | Tempo/Ritiro                | Griglia | Punti |
| -------- | -- | --------------------- | --------------------- | ---- | --------------------------- | ------- | ----- |
| 1        | 8  | Mika Häkkinen         | McLaren - Mercedes    | 65   | 1:33:38.3                   | 1       | 10    |
| 2        | 7  | David Coulthard       | McLaren - Mercedes    | 65   | +9.439                      | 2       | 6     |
| 3        | 3  | Michael Schumacher    | Ferrari               | 65   | +47.095                     | 3       | 4     |
| 4        | 6  | Alexander Wurz        | Benetton - Playlife   | 65   | +1:02.538                   | 5       | 3     |
| 5        | 18 | Rubens Barrichello    | Stewart - Ford        | 64   | +1 giro                     | 9       | 2     |
| 6        | 1  | Jacques Villeneuve    | Williams - Mecachrome | 64   | +1 giro                     | 10      | 1     |
| 7        | 15 | Johnny Herbert        | Sauber - Petronas     | 64   | +1 giro                     | 7       |       |
| 8        | 2  | Heinz-Harald Frentzen | Williams - Mecachrome | 63   | +2 giri                     | 13      |       |
| 9        | 12 | Jarno Trulli          | Prost - Peugeot       | 63   | +2 giri                     | 16      |       |
| 10       | 14 | Jean Alesi            | Sauber - Petronas     | 63   | +2 giri                     | 14      |       |
| 11       | 10 | Ralf Schumacher       | Jordan - Mugen-Honda  | 63   | +2 giri                     | 11      |       |
| 12       | 19 | Jan Magnussen         | Stewart - Ford        | 63   | +2 giri                     | 18      |       |
| 13       | 21 | Toranosuke Takagi     | Tyrrell - Ford        | 63   | +2 giri                     | 21      |       |
| 14       | 22 | Shinji Nakano         | Minardi - Ford        | 63   | +2 giri                     | 20      |       |
| 15       | 23 | Esteban Tuero         | Minardi - Ford        | 63   | +2 giri                     | 19      |       |
| 16       | 11 | Olivier Panis         | Prost - Peugeot       | 60   | Motore                      | 12      |       |
| Ritirato | 9  | Damon Hill            | Jordan - Mugen-Honda  | 46   | Motore                      | 8       |       |
| Ritirato | 4  | Eddie Irvine          | Ferrari               | 28   | Collisione con G.Fisichella | 6       |       |
| Ritirato | 5  | Giancarlo Fisichella  | Benetton - Playlife   | 28   | Collisione con E.Irvine     | 4       |       |
| Ritirato | 17 | Mika Salo             | Arrows                | 21   | Motore                      | 17      |       |
| Ritirato | 16 | Pedro Diniz           | Arrows                | 20   | Motore                      | 15      |       |

## Classifiche

### Piloti
| Pos. | Pilota                | Punti |
| ---- | --------------------- | ----- |
| 1    | Mika Häkkinen         | 36    |
| 2    | David Coulthard       | 29    |
| 3    | Michael Schumacher    | 24    |
| 4    | Eddie Irvine          | 11    |
| 5    | Alexander Wurz        | 9     |
| 6    | Heinz-Harald Frentzen | 8     |
| 7    | Jacques Villeneuve    | 6     |
| 8    | Jean Alesi            | 3     |
| 9    | Rubens Barrichello    | 2     |
| 10   | Johnny Herbert        | 1     |
| 10   | Giancarlo Fisichella  | 1     |

### Costruttori
| Pos. | Team                  | Punti |
| ---- | --------------------- | ----- |
| 1    | McLaren - Mercedes    | 65    |
| 2    | Ferrari               | 35    |
| 3    | Williams - Mecachrome | 14    |
| 4    | Benetton - Playlife   | 10    |
| 5    | Sauber - Petronas     | 4     |
| 6    | Stewart - Ford        | 2     |